# Istocheta ludingensis
Istocheta ludingensis är en tvåvingeart som beskrevs av Zhao och Zhou 1993. Istocheta ludingensis ingår i släktet Istocheta och familjen parasitflugor.
Artens utbredningsområde är Sichuan (Kina). Inga underarter finns listade i Catalogue of Life.